# Kokon

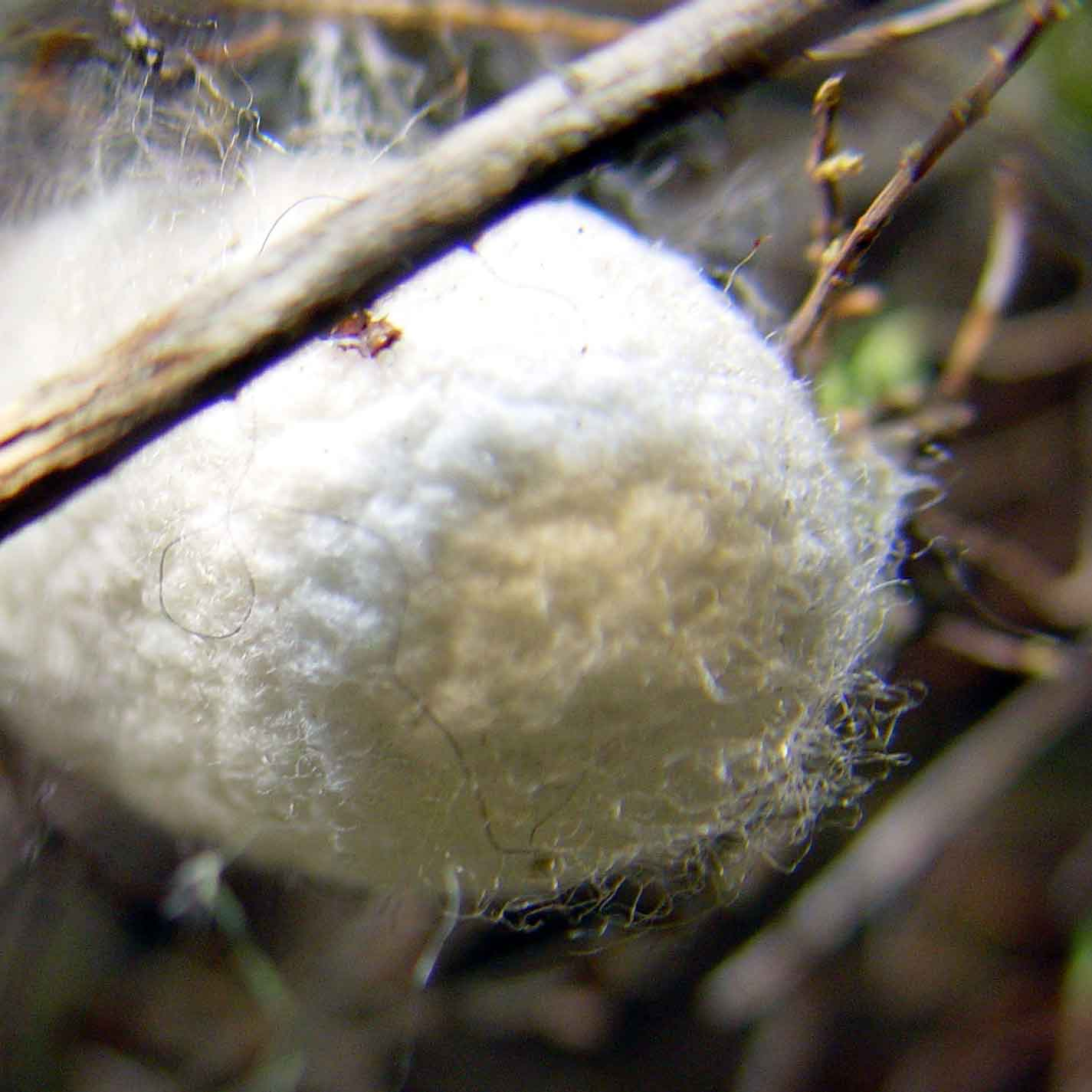
Kokon bource morušového.

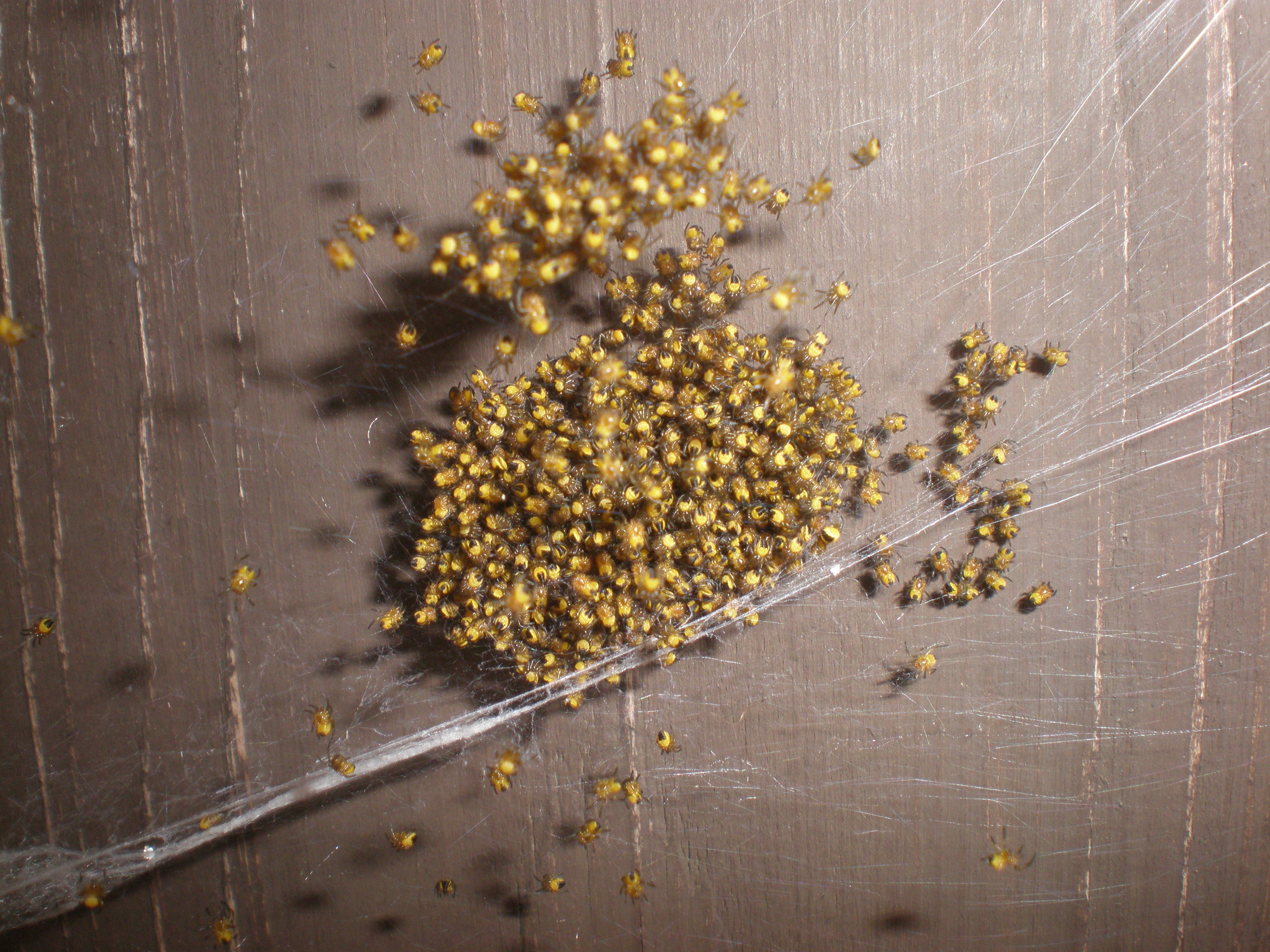
Pavoučci, kteří právě vylezli z kokonu

Kokon (z franc. coque, ulita), nebo také zámotek, je obvykle vláknitý obal, který chrání vajíčka nebo kuklu některých členovců. Nejznámější jsou kokony bource morušového, z nichž se získává hedvábí.

## Popis
Kokony vytvářejí například někteří pavouci, hmyz, mnohonožky nebo červi, obvykle z výměšků snovacích žláz, které na vzduchu tuhnou. Buď do nich dospělí jedinci ukládají vajíčka, případně i živiny (ootéka), nebo si je dělá larva (např. housenka) sama, než se zakuklí. U některých druhů vzniká kokon odchlípením a ztvrdnutím svrchní vrstvy pokožky. Některé housenky ke kokonu přitkávají i malé větévky, pelety nebo kousky vegetace, aby jej ukryli před dravci. Jiné kokon spřádají na chráněném či skrytém místě – pod listem, ve štěrbinách nebo u základny kmene stromu. Přírodní kokon tvoří také lumčíci a lumci.
Kokony bource morušového jsou zpracovávány na přírodní hedvábí používané na výrobu látek.